# Echipa națională de fotbal a Muntenegrului
Echipa națională de fotbal a Muntenegrului reprezintă Muntenegru în competițiile fotbalistice ale FIFA. Responsabilitatea alcătuirii acestei echipe aparține Asociației Muntenegrene de Fotbal.
Din 2006 Muntenegru s-a desprins din statul Serbia și Muntenegru, însă Muntenegru juca ca parte a echipei Serbiei la Campionatul Mondial de fotbal din 2006, până pe 21 iunie, necalificându-se din grupe.

## Istoria competițională

### Campionate mondiale
- 1930 până în 1938 - făcea parte din Regatul Iugoslaviei
- 1950 până în 1990 - parte din RSF iugoslavia
- 1994 până în 2002 - parte din RF Iugoslavia
- 2006 - parte din Serbia și Muntenegru
- 2010 - nu s-a calificat

### Campionate europene
- 1960 până în 1992 - parte din RSF iugoslavia
- 1996 până în 2000 - parte din Serbia și Muntenegru
- 2004 - parte din Serbia și Muntenegru
- 2008 - Nu putea participa, nefiind membru UEFA până în ianuarie 2007; Serbia lua locul echipei Serbia și Muntenegru în calificări

### Competiții minore
| An              | Rundă | Loc | GP | V | E | Î | GD | GÎ |
| --------------- | ----- | --- | -- | - | - | - | -- | -- |
| Cupa Kirin 2007 | Grupe | 3   | 2  | 0 | 0 | 2 | 0  | 3  |

## Lotul actual
În fotbalul internațional, jucătorii pot opta pentru o echipă națională după cetățenie, nemaiputând juca și la altele în același timp. Totuși, există excepții în cazul în care unul sau mai multe state nou-formate indepentente își creează o echipă națională. Pe baza regulilor FIFA, un jucător este eligibil să joace pentru Muntenegru, chiar dacă a fost selecționat la fosta echipă Serbia și Muntenegru sau alt stat, dacă îndeplinește cel puțin una din următoarele condiții:
- S-a născut în Muntenegru.
- Cel puțin unul din părinți/bunici s-a născut în Muntenegru.
- A locuit în Muntenegru timp de doi ani.

Din cauza strămoșilor este posibil ca un jucător să poată juca atât pentru naționala Muntenegrului cât și a Serbiei. De aceea, dacă fotbalistul juca pentru o națională într-o competiție, ei nu mai pot juca pentru alt stat.
Jucătorii selecționați pentru Preliminariile CE 2012 împotriva Țara Galilor pe 3 septembrie 2010 și Bulgaria pe 7 septembrie 2010.
| 12 | P | Srđan Blažić            | 26 noiembrie 1982 (42 de ani)  | 1  | 0  | Standard Liège        |  |  |
| 1  | P | Mladen Božović          | 1 august 1984 (40 de ani)      | 8  | 0  | Videoton              |  |  |
| -  | P | Ivan Janjušević         | 11 iulie 1987 (37 de ani)      | 1  | 0  | Mogren                |  |  |
|    |   |                         |                                |    |    |                       |  |  |
| 3  | F | Marko Baša              | 29 decembrie 1982 (42 de ani)  | 7  | 1  | Lokomotiv Moscova     |  |  |
| 5  | F | Radoslav Batak          | 15 august 1977 (47 de ani)     | 19 | 1  | Mogren                |  |  |
| 20 | F | Miodrag Džudović        | 6 septembrie 1979 (45 de ani)  | 9  | 1  | Spartak Nalchik       |  |  |
| 4  | F | Milan Jovanović         | 21 iulie 1983 (41 de ani)      | 19 | 0  | Spartak Nalchik       |  |  |
| 2  | F | Savo Pavićević          | 11 decembrie 1980 (44 de ani)  | 21 | 0  | Maccabi Tel Aviv      |  |  |
| -  | F | Luka Pejović            | 31 iulie 1985 (39 de ani)      | 20 | 1  | Jagiellonia Białystok |  |  |
| 21 | F | Stefan Savić            | 8 ianuarie 1991 (34 de ani)    | 1  | 0  | Partizan              |  |  |
| -  | F | Žarko Tomašević         | 22 februarie 1990 (35 de ani)  | 2  | 0  | Nacional              |  |  |
| 17 | F | Elsad Zverotić          | 31 octombrie 1986 (38 de ani)  | 18 | 1  | Luzern                |  |  |
|    |   |                         |                                |    |    |                       |  |  |
| 11 | M | Branko Bošković         | 21 iunie 1980 (44 de ani)      | 18 | 1  | D.C. United           |  |  |
| -  | M | Draško Božović          | 30 iunie 1988 (36 de ani)      | 1  | 0  | Mogren                |  |  |
| 19 | M | Vladimir Božović        | 13 noiembrie 1981 (43 de ani)  | 20 | 0  | Rapid București       |  |  |
| -  | M | Nikola Drinčić          | 7 septembrie 1984 (40 de ani)  | 18 | 1  | Spartak Moscova       |  |  |
| -  | M | Ivan Fatić              | 2 august 1988 (36 de ani)      | 4  | 0  | Genoa                 |  |  |
| -  | M | Mladen Kašćelan         | 13 februarie 1983 (42 de ani)  | 9  | 0  | Jagiellonia Białystok |  |  |
| 13 | M | Mitar Novaković         | 27 septembrie 1981 (43 de ani) | 13 | 0  | Amkar Perm            |  |  |
| 15 | M | Milorad Peković         | 5 august 1977 (47 de ani)      | 18 | 0  | Greuther Fürth        |  |  |
| 7  | M | Simon Vukčević          | 29 ianuarie 1986 (39 de ani)   | 21 | 1  | Sporting              |  |  |
|    |   |                         |                                |    |    |                       |  |  |
| 8  | A | Fatos Bećiraj           | 22 mai 1988 (36 de ani)        | 6  | 0  | Dinamo Zagreb         |  |  |
| -  | A | Radomir Đalović         | 29 noiembrie 1982 (42 de ani)  | 15 | 6  | Rijeka                |  |  |
| -  | A | Dejan Damjanović        | 27 iulie 1981 (43 de ani)      | 7  | 2  | Seoul                 |  |  |
| 23 | A | Andrija Delibašić       | 24 aprilie 1981 (43 de ani)    | 6  | 1  | Rayo Vallecano        |  |  |
| 9  | A | Mirko Vučinić (captain) | 1 octombrie 1983 (41 de ani)   | 20 | 10 | Roma                  |  |  |

### Jucători convocați recent la prima reprezentativă
Următorii jucători au fost chemați la "națională" în ultimele 12 luni.
|  | P | Darko Božović (v. Norvegia)               | 9 august 1978 (46 de ani)      | 2  | 0 | Partizan                  |  |  |
|  | P | Vukašin Poleksić (v. Norvegia)            | 30 august 1982 (42 de ani)     | 22 | 0 | Debrecen                  |  |  |
|  |   |                                           |                                |    |   |                           |  |  |
|  | F | Vlado Jeknić (v. Italia)                  | 14 august 1983 (41 de ani)     | 5  | 0 | Beijing Baxy              |  |  |
|  | F | Risto Lakić (v. Norvegia)                 | 7 martie 1983 (42 de ani)      | 7  | 0 | Vojvodina                 |  |  |
|  | F | Slobodan Lakićević (v. Macedonia de Nord) | 12 ianuarie 1988 (37 de ani)   | 1  | 0 | Budućnost                 |  |  |
|  | F | Aleksandar Mikijelj (v. Ungaria)          | 5 februarie 1979 (46 de ani)   | 0  | 0 | Petrovac                  |  |  |
|  | F | Dejan Ognjanović (v. Macedonia de Nord)   | 21 iunie 1978 (46 de ani)      | 5  | 0 | Smederevo                 |  |  |
|  | F | Janko Simović (v. Cipru)                  | 2 aprilie 1987 (37 de ani)     | 1  | 0 | Mogren                    |  |  |
|  | F | Jovan Tanasijević (v. Cipru)              | 20 ianuarie 1978 (47 de ani)   | 13 | 0 | Salyut Belgorod           |  |  |
|  | F | Nikola Vukčević (v. Belarus)              | 22 februarie 1984 (41 de ani)  | 1  | 0 | Budućnost                 |  |  |
|  |   |                                           |                                |    |   |                           |  |  |
|  | M | Igor Burzanović (v. Italia)               | 25 august 1985 (39 de ani)     | 8  | 2 | Nagoya Grampus            |  |  |
|  | M | Đorđije Ćetković (v. Macedonia de Nord)   | 1 martie 1983 (42 de ani)      | 3  | 0 | Győri ETO                 |  |  |
|  | M | Ivan Delić (v. Macedonia de Nord)         | 15 februarie 1986 (39 de ani)  | 2  | 0 | Mladá Boleslav            |  |  |
|  | M | Nemanja Nikolić (v. Belarus)              | 31 decembrie 1987 (37 de ani)  | 1  | 0 | Steaua Roșie Belgrad      |  |  |
|  | M | Rade Petrović (2007 Kirin Cup)            | 21 septembrie 1982 (42 de ani) | 1  | 0 | Grbalj                    |  |  |
|  | M | Mirko Raičević (2007 Kirin Cup)           | 22 martie 1982 (43 de ani)     | 3  | 0 | Zakarpattia Ujhorod       |  |  |
|  | M | Janko Tumbasević (v. Estonia)             | 14 ianuarie 1985 (40 de ani)   | 4  | 0 | Vojvodina                 |  |  |
|  | M | Neđeljko Vlahović (v. Estonia)            | 15 ianuarie 1984 (41 de ani)   | 1  | 0 | Rudar                     |  |  |
|  | M | Nikola Vujović (v. Cipru)                 | 23 iunie 1981 (43 de ani)      | 6  | 0 | Partizan                  |  |  |
|  | M | Vladimir Vujović (v. Cipru)               | 23 iulie 1982 (42 de ani)      | 3  | 0 | Mogren                    |  |  |
|  |   |                                           |                                |    |   |                           |  |  |
|  | A | Dragan Bogavac (v. Italia)                | 7 aprilie 1980 (44 de ani)     | 7  | 0 | Mainz                     |  |  |
|  | A | Vladimir Gluščević (v. Belarus)           | 21 octombrie 1979 (45 de ani)  | 1  | 0 | Mogren                    |  |  |
|  | A | Stevan Jovetić (v. Norvegia)              | 2 noiembrie 1989 (35 de ani)   | 13 | 6 | Fiorentina                |  |  |
|  | A | Nikola Nikezić (v. Estonia)               | 13 iunie 1981 (43 de ani)      | 1  | 0 | Kuban Krasnodar           |  |  |
|  | A | Milan Purović (v. România)                | 5 iulie 1985 (39 de ani)       | 7  | 0 | Belenenses                |  |  |
|  | A | Srđan Radonjić (v. Slovenia)              | 8 mai 1981 (43 de ani)         | 3  | 0 | Luch-Energiya Vladivostok |  |  |
|  | A | Goran Vujović (v. Cipru)                  | 3 mai 1987 (37 de ani)         | 1  | 0 | Videoton                  |  |  |
|  | A | Ivan Vuković (v. Belarus)                 | 20 septembrie 1987 (37 de ani) | 1  | 0 | Budućnost                 |  |  |

### Stafful actual
- Antrenor principal: Zlatko Kranjčar
- Antrenor asistent: Branko Brnović
- Antrenor asistent: Alireza Marzban
- Antrenor cu portarii: Zoran Lemajić

## Muntenegru versus alte țări
| Adversar          | Victorii | Egaluri | Înfrângeri | Golaveraj | Total |
| ----------------- | -------- | ------- | ---------- | --------- | ----- |
| Albania           | 0        | 0       | 1          | 0:1       | 1     |
| Belarus           | 1        | 0       | 0          | 1:0       | 1     |
| Bulgaria          | 1        | 1       | 1          | 4:6       | 3     |
| Columbia          | 0        | 0       | 1          | 0:1       | 1     |
| Cipru             | 0        | 2       | 0          | 3:3       | 2     |
| Estonia           | 1        | 0       | 0          | 1:0       | 1     |
| Georgia           | 1        | 1       | 0          | 2:1       | 2     |
| Ungaria           | 1        | 1       | 0          | 5:4       | 2     |
| Republica Irlanda | 0        | 2       | 0          | 0:0       | 2     |
| Italia            | 0        | 0       | 2          | 1:4       | 2     |
| Japonia           | 0        | 0       | 1          | 0:2       | 1     |
| Kazahstan         | 1        | 0       | 0          | 3:0       | 1     |
| Macedonia de Nord | 1        | 0       | 1          | 3:3       | 2     |
| Irlanda de Nord   | 1        | 0       | 0          | 2:0       | 1     |
| Norvegia          | 1        | 0       | 1          | 4:3       | 2     |
| România           | 0        | 0       | 1          | 0:4       | 1     |
| Slovenia          | 0        | 1       | 0          | 1:1       | 1     |
| Suedia            | 0        | 0       | 1          | 1:2       | 1     |
| Țara Galilor      | 2        | 0       | 0          | 3:1       | 2     |